# Dunblane
Dunblane (gael. Dùn Bhlàthain) – miasto w Szkocji liczące około 10 tys. mieszkańców, którego historia sięga VII wieku. Jest położone kilka mil od Stirling w kierunku północnym. Zostało prawdopodobnie założone w 602 roku przez celtyckiego misjonarza (St Blane).  
Główną atrakcją miejscowości jest gotycka Katedra w Dunblane – jeden z niewielu zachowanych średniowiecznych kościołów w Szkocji. W czasach współczesnych (13 marca 1996 roku) w szkole podstawowej doszło do masakry – szaleniec zastrzelił 16 małych dzieci i ich nauczycielkę (zob. masakra w Dunblane). Dla uczczenia ofiar wewnątrz katedry ustawiono obelisk (rzeźbiarz: Richard Kindersley) z napisem:

IF THERE IS ANYTHING THAT WIL ENDURE THE EYE OF GOD
because it is pure
IT IS THE SPIRIT of A LITTLE CHILD

Na jednej z bocznych ścian obelisku umieszczono fragment wiersza Bayarda Taylora (The poet’s journal 1863):

But still I dream that some-where there must be the spirit of a child that waits for me.

Angielski zespół Brutal Attack poświęcił masakrze w Dunblane piosenkę "The Angels Of Dunblane".